# Марко Ді Костанцо
Марко Ді Костанцо (італ. Giovanni Abagnale, нар. 9 червня 1992, Неаполь, Італія) — італійський веслувальник, бронзовий призер Олімпійських ігор 2016 та 2020 року, чемпіон світу.

## Виступи на Олімпіадах
| Олімпіада           | Дисципліна | Місце |
| ------------------- | ---------- | ----- |
| Ріо-де-Жанейро 2016 | двійки     | 3     |
| Токіо 2020          | четвірки   | 3     |

## Зовнішні посилання
- Марко Ді Костанцо — олімпійська статистика на сайті Sports-Reference.com (англ.) (архівна версія)
- Профіль [Архівовано 11 січня 2021 у Wayback Machine.] на сайті FISA.

1. ↑  Marco Di Costanzo